# Tarasovo-Șevcenkove, Oleksandria
Tarasovo-Șevcenkove (în ucraineană Тарасово-Шевченкове) este un sat în comuna Uleanivka din raionul Oleksandria, regiunea Kirovohrad, Ucraina.

## Demografie
Componența lingvistică a localității Tarasovo-Șevcenkove
     Ucraineană (92,39%)
     Română (2,03%)
     Rusă (1,52%)
     Belarusă (1,52%)
Conform recensământului din 2001, majoritatea populației localității Tarasovo-Șevcenkove era vorbitoare de ucraineană (92,39%), existând în minoritate și vorbitori de armeană (2,54%), română (2,03%), rusă (1,52%) și belarusă (1,52%).